# 外川燎
外川 燎（とがわ りょう、2009年2月13日 - ）は、日本の子役である。NEWSエンターテインメント所属。

## 出演

### テレビドラマ
- 明日、ママがいない 第4話（2014年、日本テレビ）
- S -最後の警官- 第8話（2014年、TBS）園児 役
- 赤と黒のゲキジョースペシャルドラマ『上流階級〜富久丸百貨店外商部〜』（2015年、フジテレビ）祐介 役
- ORANGE 〜1.17 命懸けで闘った消防士の魂の物語〜（2015年、TBS）
- NHK大河ドラマ・花燃ゆ 第12 - 14話（2015年、NHK）小田村篤太郎 役
- 手裏剣戦隊ニンニンジャー 第28話（2015年、テレビ朝日）高下ヒロシ 役
- 連続ドラマW「きんぴか」 第2話（2016年、WOWOW）尾形大介 役
- メディカルチーム〜レディ・ダ・ヴィンチの診断〜 第1話（2016年、関西テレビ）
- 月曜名作劇場「はぐれ署長の殺人急行4 日光・鬼怒川連続殺人」（2018年、TBS）
- 私のおじさん〜WATAOJI〜 第4話（2019年、テレビ朝日）
- 名もなき復讐者 ZEGEN 第5話（2019年、関西テレビ）
- 連続テレビ小説・エール 第72・73・75・120話（2020年、NHK）梅根弘哉（子ども時代） 役
- おいしい給食 season3（2023年、テレビ神奈川 他）松本和徳 役[3]

### その他のテレビ番組
- ゴー!ゴー!キッチン戦隊クックルン（2015年3月30日 - 2017年3月31日、NHK Eテレ）ハッサク 役

### 映画
- ウチのはらのうち（2013年、トリウッドスタジオプロジェクト）夕樹 役[4]
- 天空の蜂（2015年、松竹）関根の息子 役
- 最初の晩餐（2019年、KADOKAWA）東麟太郎（少年時代） 役[5][6]
- 魚座どうし（2020年、映像産業振興機構）[7]
- 明日の食卓（2021年、KADOKAWA/WOWOW）石橋悠宇 役[8]

### Vシネマ
- ビルド NEW WORLD 仮面ライダークローズ（2019年）子供 役

### CM
- ヤマハ音楽振興会「ヤマハ英語教室」（2013年）
- Yahoo!「ヤフオク!」（2013年）
- セガトイズ「アンパンマンもこもこパンケーキ屋さん」（2013年）
- 木下工務店（2013年）
- 永遠の0×アートネイチャー（2013年）
- ファミリーマート「ファミマプレミアムチキン」（2014年）
- ホーユー「ビゲン ポンプカラー」（2015年）
- タカラトミー「ポケデルゼ」（2017年）
- マクドナルド「ハッピーセット」（2018年）
- THEO・docomo（2018年）
- Z会（2019年）